# Вайдаг великий
Вайда́г великий (Euplectes ardens) — вид горобцеподібних птахів ткачикових (Ploceidae). Мешкає в Африці на південь від Сахари.

## Опис

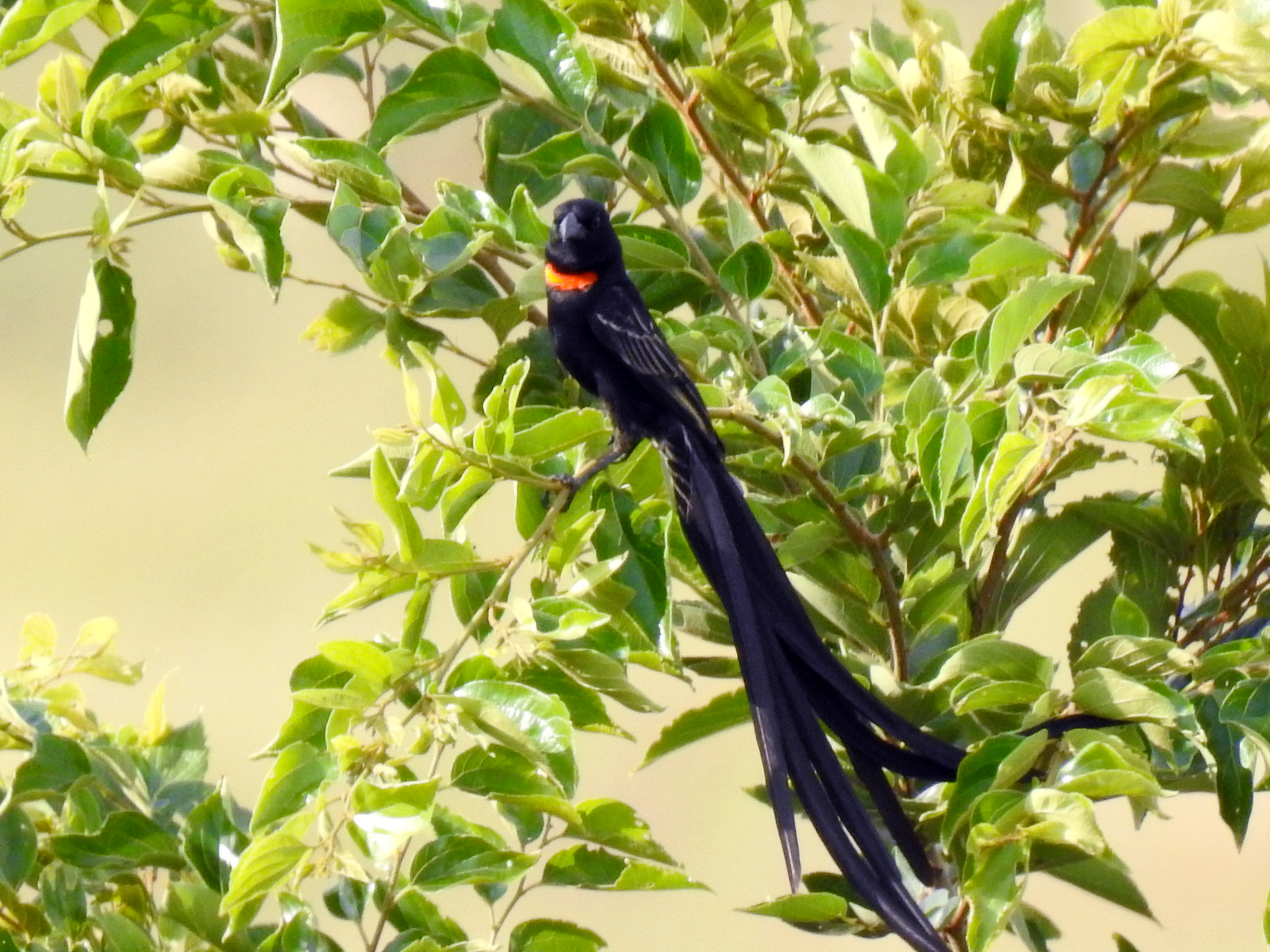
Самець великого вайдага

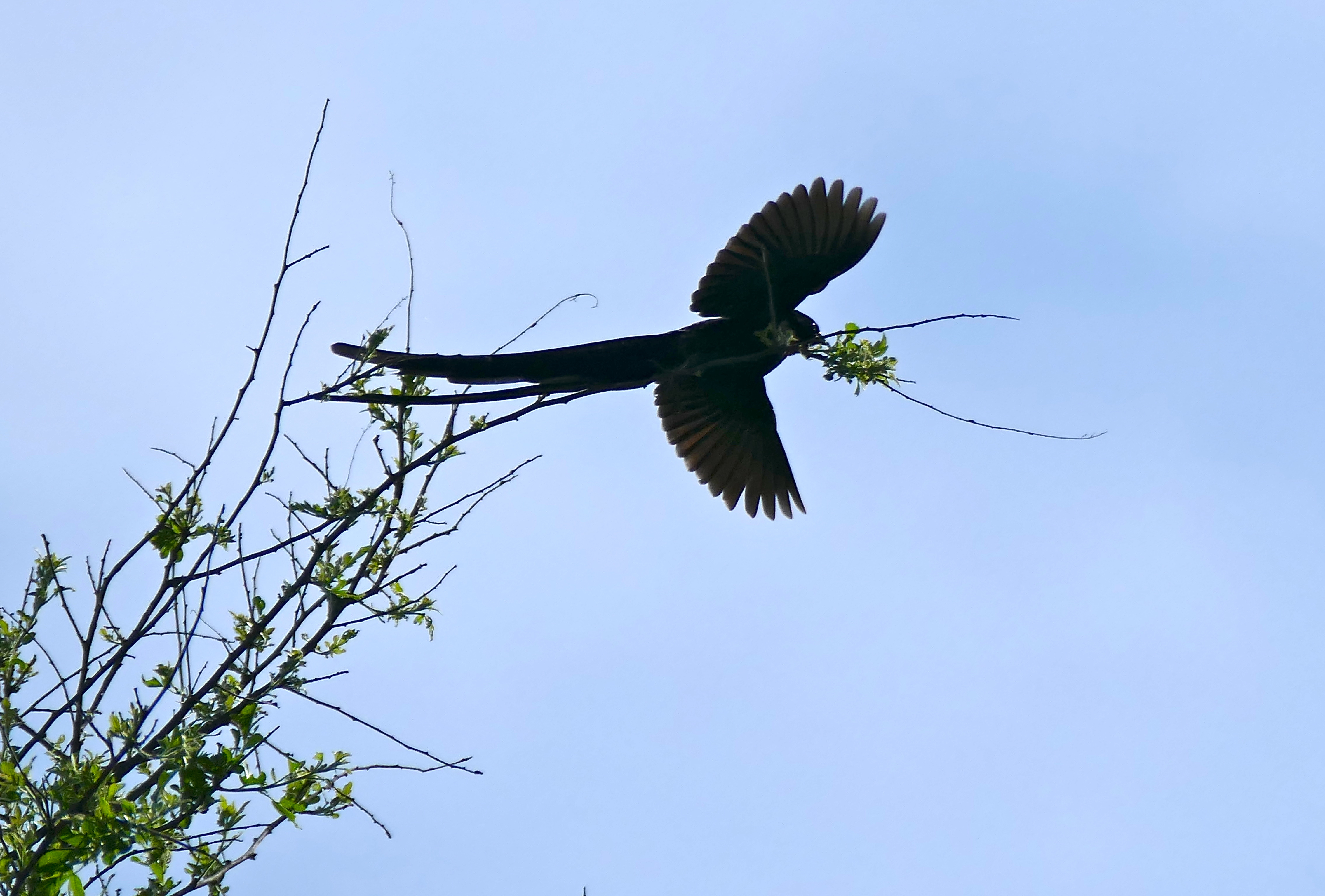
Самець великого вайдага в польоті

Довжина самців становить 25 см, довжина самиць 13 см, самці важать 20-26 г, самиці 16-22 г. Дзьоб міцний, темно-сірий, конічної форми, очі чорні, лапи чорнуваті. У самців під час сезону розмноження забарвлення переважно чорне, на грудях яскраво-червоний або вогнисто-оранжевий "комір", колір і яскравість якого залежить від кількості каротиноїдів (зокрема лютеїну і зеаксантіну) в оперенні птаха. У самців підвиду E. a. laticauda і E. a. suahelicus верхня частина голови і скроні є також яскраво-червоними. Також під час сезону розмноження у самців хвіст помітно видовжуються, його довжина становить 22 см. Самці використовують його під час демонстраційних польотів. У самиць і самців під час негніздового періоду забарвлення переважно охристе, верхня частина тіла чорнувата, поцяткована охристими смугами, над очима світлі "брови", хвіст короткий.

## Таксономія
Великий вайдаг був описаний французьким натуралістом Жоржем-Луї Леклерком де Бюффоном в 1779 році в праці «Histoire Naturelle des Oiseaux» за зразком з Мису Доброї Надії. Науково вид був описаний в 1783 році, коли голландський натураліст Пітер Боддерт класифікував його під назвою Fringilla ardens. Пізніше вид був переведений до роду Вайдаг (Euplectes).

## Підвиди
Виділяють три підвиди:
- E. a. laticauda (Lichtenstein, MHK, 1823) — схід Південного Судану, Ефіопія і Еритрея;
- E. a. suahelicus (Van Someren, 1921) — від центральної Кенії до північної Танзанії;
- E. a. ardens (Boddaert, 1783) — від Сенегалу на схід до Південного Судану, Уганди і Танзанії та на південь до сходу ПАР.

Деякі дослідники виділяжють підвиди E. a. laticauda і E. a. suahelicus у окремий вид Euplectes laticauda.

## Поширення і екологія
Великі вайдаги живуть на луках, в чагарникових заростях і рідколіссях, на полотах, пасовищах і полях. Зустрічаються великими зграями, які можуть нараховувати до 200 птахів, на висоті до 3000 м над рівнем моря. Живляться насінням трав, комахами, зокрема термітами і нектаром. Початок сезону розмноження різнится в залежності від регіону. Великим вайдагам притаманна полігінія, коли на одного самця припадає кілька самиць. Самці з довшими хвостами приваблюють більше самиць, а самці з більшими червоними "комірами" займають більші гніздові території. Гніздо має овальну форму з бічним входом, робиться з трави, розміщується у високій траві на висоті до 3,5 м над землею. В кладці від 2 до 4 сіруватих або блідо-синьо-зелених, сильно поцяткованих коричневими плямками яєць розміром 18,9х13,6 мм. Інкубаційний період триває 12-15 днів, пташенята покидають гніздо через 14-17 днів після вилплення і стають повністю самостійними у віці 36 днів.